# Hormead
Hormead est une paroisse civile du Hertfordshire, en Angleterre. Elle comprend le village de Great Hormead et les hameaux de Little Hormead et Hare Street. Au recensement de 2011, elle comptait 743 habitants et au recensement de 2021, elle comptait 763 habitants. Administrativement, elle relève du district du East Hertfordshire. Elle fait partie de la région des Hundred Parishes (en).
Les trois villages sont situés dans la vallée de la Quin (en), un affluent de la Rib (en) et sous-affluent de la Lea. La ville la plus proche est Buntingford, à 4 km à l'ouest. La route B1038, qui relie Buntingford à Newport, dans l'Essex, traverse Hare Street et Great Hormead.
L'église paroissiale de Little Hormead, dédiée à la Vierge Marie, remonte au XIe siècle, avec une porte décorée en fer forgé du XIIe siècle. Elle est monument classé de grade I depuis 1967. L'église paroissiale de Great Hormead, dédiée à saint Nicolas, est plus tardive, remontant au XIIIe siècle.

## Étymologie
Le nom Hormead signifie littéralement « pré boueux ». Il est composé des éléments vieil-anglais horu « boueux » et mæd « pré ». Il est attesté sous la forme Horemede dans le Domesday Book, à la fin du XIe siècle.